# Coccothrinax elegans
Espèce
Coccothrinax elegans est une espèce de plantes à fleurs de la famille des Arecaceae. C'est un palmier endémique de l'île de Cuba.
Henderson et collègues, dans leur guide de terrain des palmiers d'Amériques paru en 1995, considèrent C. elegans comme un synonyme de Coccothrinax miraguama.

## Publication originale
- O. Muñiz & Borhidi, Acta Bot. Acad. Sci. Hung. 27: 442 1981.